# Sundsvall Flames
Sundsvall Flames eller Sundsvall AFF (Sundsvalls amerikanska fotbollsförening) bildades 1989 av Johan Andersson och Jeff Ford. Lagets namn kommer inte från Sundsvallsbranden 1888 utan från Fords highschool-lag Lodi Flames.
Laget spelar säsongen 2012 i Division 1 Norra.
Sundsvall Flames har haft väldigt stora spelare som Janne Nyström (Running back) Har spelat för Sveriges Landslag i Amerikansk fotboll och var som bäst när han spelade med Uppsala 86ers.